# Cupido diodorus
Cupido diodorus är en fjärilsart som beskrevs av Bremen 1861. Cupido diodorus ingår i släktet Cupido och familjen juvelvingar. Inga underarter finns listade i Catalogue of Life.